# Наводнение (фильм, 1993)
«Наводнение» (фр. L'inondation) — российско-французский фильм-драма режиссёра Игоря Минаева. Экранизация одноимённого рассказа Евгения Замятина.
Главную роль исполнила французская актриса Изабель Юппер.

## Сюжет
Действие происходит в Петрограде в 1920-х годах. Софья (Изабель Юппер) мечтает стать матерью, надеясь, что с рождением ребёнка муж Трофим (Борис Невзоров) не оставит её, однако зачать долгожданного младенца женщине никак не удаётся. Однажды в доме супругов появляется молоденькая соседка Ганька, оставшаяся сиротой. Она начинает сожительствовать с Трофимом, и его интерес к жене окончательно утрачивается. Воспользовавшись случившимся наводнением, Софья избавляется от соперницы. Все считают, что Ганька сбежала из дома. Тем временем Софья беременеет, и отношения супругов налаживаются. Родив дочку, находясь в горячке, она рассказывает, как зарубила Ганьку топором.

## В ролях
- Изабель Юппер — Софья
- Борис Невзоров — Трофим, кочегар
- Светлана Крючкова — Пелагея
- Мария Липкина — Ганька
- Андрей Толубеев — Андрей
- Наталья Егорова

## Награды
- 1993 — кинофестиваль «Киношок» в Анапе[2]:
  - специальный приз жюри за кинематографическую культуру (Игорь Минаев);
  - приз за изобразительное решение (художник Владимир Мурзин);
  - приз за лучшую женскую роль (Изабель Юппер).

## Критика и отзывы
Фильм был показан на кинофестивале в Локарно в 1994 году. По свидетельству кинокритика Андрея Плахова, в Локарно восприняли фильм как свидетельство высокого профессионализма русской режиссуры. Отмечались классический стиль, эффектные декорации и костюмы, постановочная мощь и психологическая игра актёров. По мнению Плахова, режиссёру удалось воссоздать на экране эмоциональный и культурно-архитектурный контекст Петрограда 1920-х годов. Русские актёры (среди которых выделяется Борис Невзоров) играют в точном соответствии со стилистикой картины и вносят в неё что-то «сверх»: 

Тёмные силы внутри человека, загадочным образом соотносимые с историческими и природными катаклизмами, всё-таки скорее русского, «достоевского» происхождения. Хотя Изабель Юппер с её выверенной рациональной манерой игры сделала всё, чтобы в этот контекст вписаться».
Российские критики проводят параллель с другой французской версией русской классической прозы — с «Подмосковными вечерами» Валерия Тодоровского. Обе картины холодны и стильны, но в «Наводнении» больше того, что можно назвать «логикой страсти».
Обозреватель Андрей Титов («Коммерсантъ») считает, что фильм получился абсолютно французский по стилистике, и участие утончённой Изабель Юппер не добавляет ему российского колорита.